# Culinária vietnamita

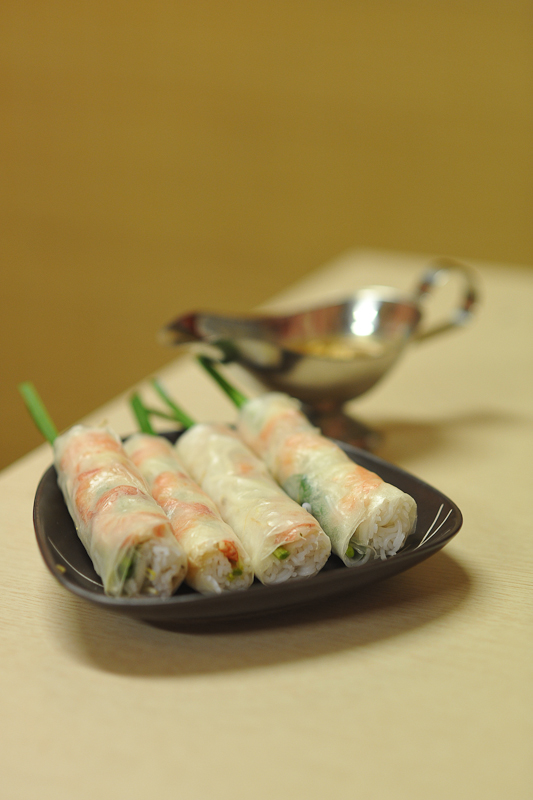
Nem cuon (Rolinhos de salada)

A  culinária do Vietnã engloba os alimentos e bebidas do Vietnã, e apresenta uma combinação de cinco fundamentais sabores ( vietnamita : NGU VI) na alimentação geral. Cada prato vietnamita tem um sabor distinto que reflete um ou mais destes elementos. Os ingredientes comuns incluem o molho de peixe, pasta de camarão, molho de soja, arroz, ervas frescas, frutas e legumes. As receitas vietnamitas usam o capim-limão, gengibre, hortelã, hortelã vietnamita, coentro-bravo, canela vietnamita,  pimenta, limão e folhas de  manjericão.
A tradicional culinária vietnamita é muito admirado pelos seus ingredientes frescos, uso mínimo de óleo, e a dependência de ervas e legumes. Com o equilíbrio entre ervas e carnes frescas e um uso seletivo de especiarias para chegar a um bom gosto, a comida vietnamita é considerada uma das culinárias mais saudáveis do mundo.

## Galeria

Bánh Mì, sanduíche na baguette francesa, comida típica de rua do Vietnã.Bánh Mì, sanduíche na baguette francesa, comida típica de rua do Vietnã.
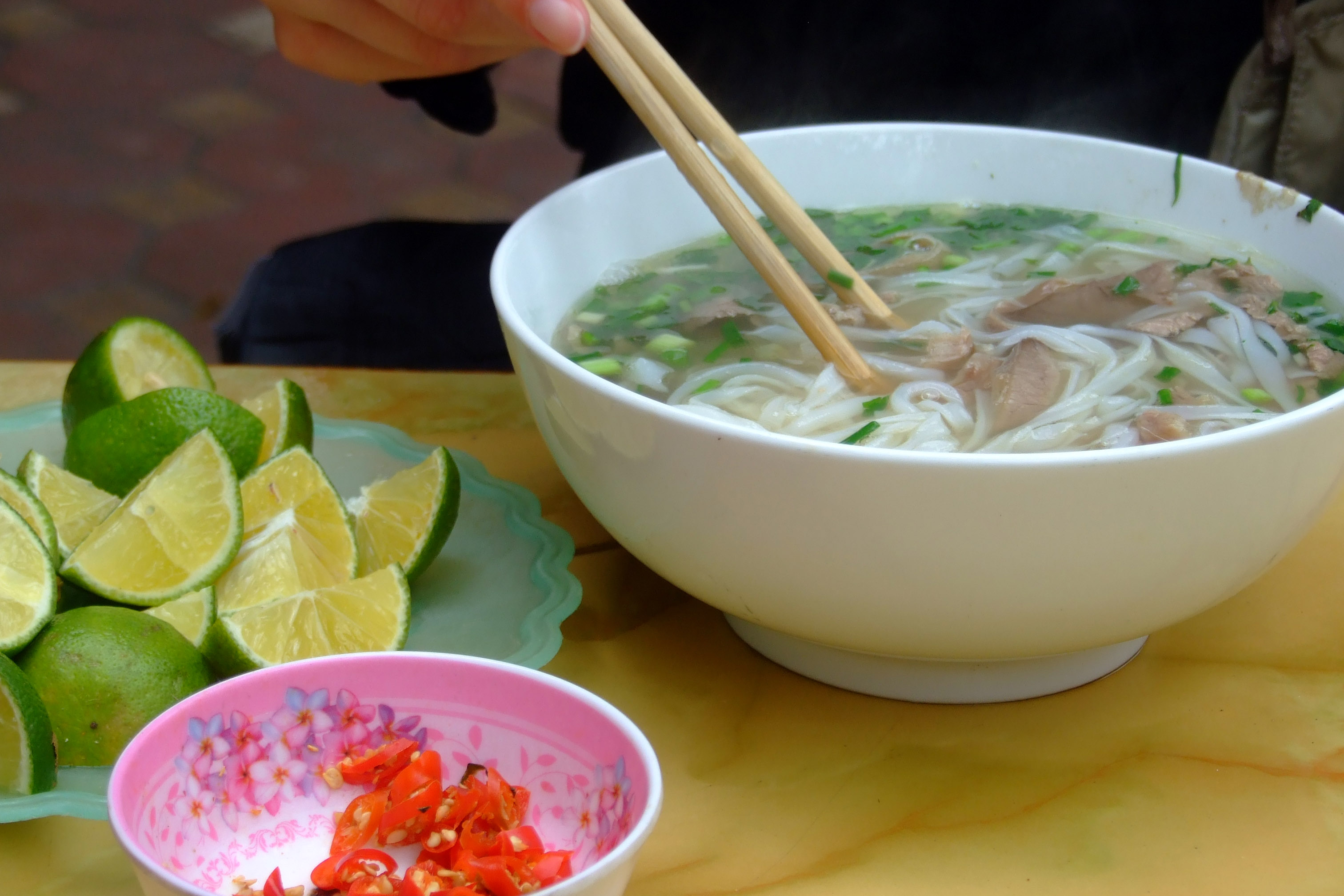
Phở, prato nacional do Vietnã.
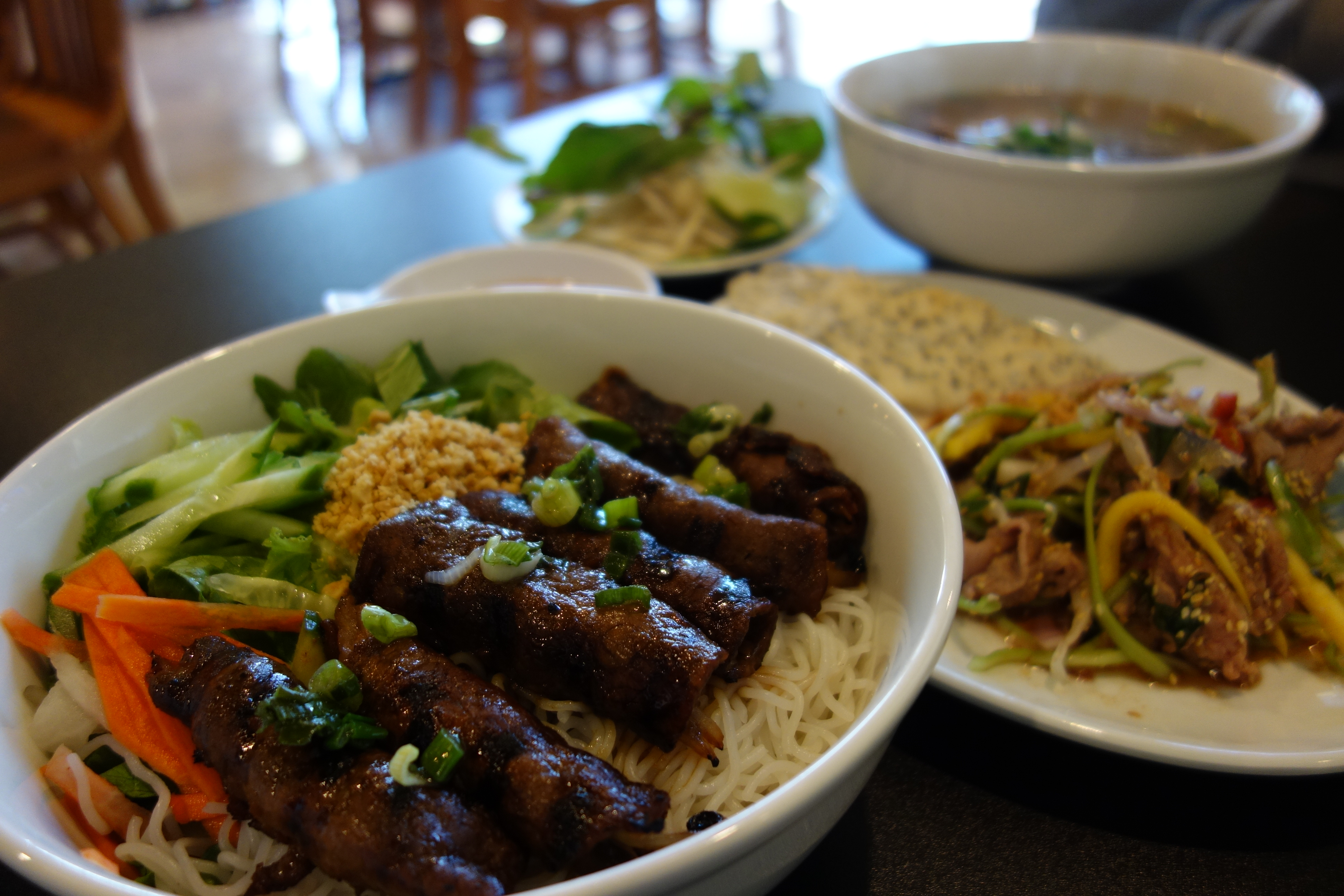
Bún thịt, prato frio de macarrão de arroz.
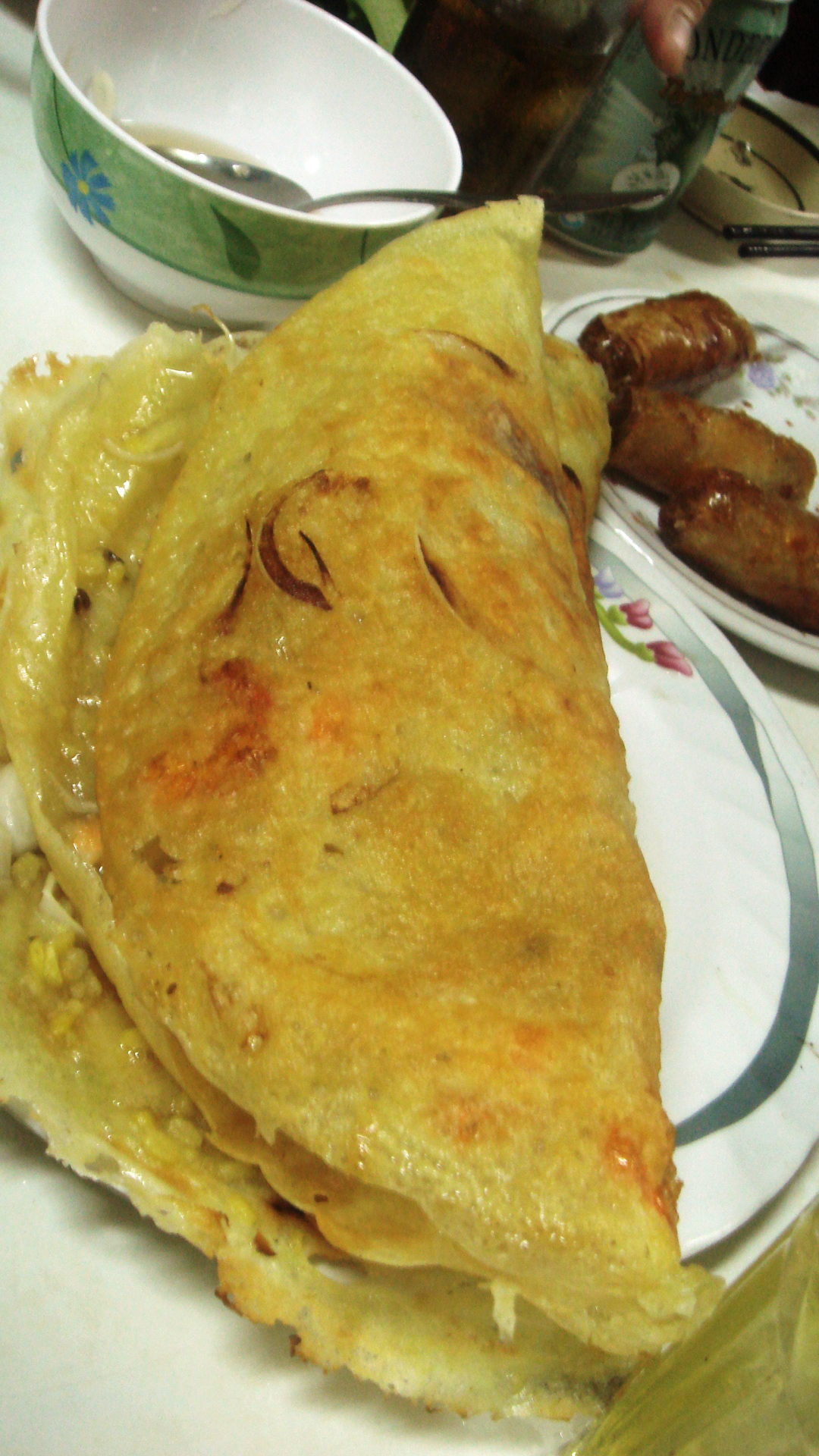
Bánh xèo
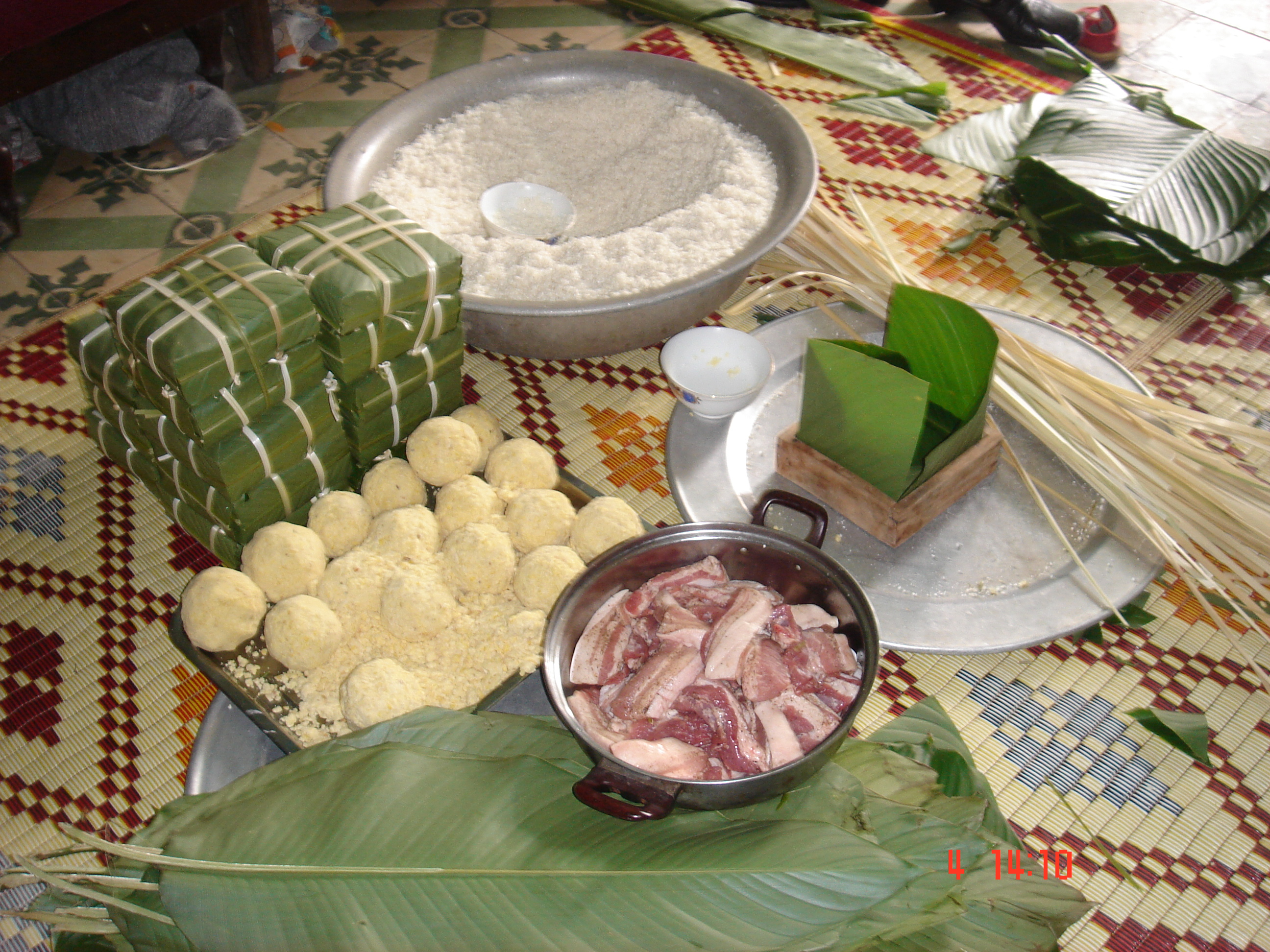
Bánh chưng
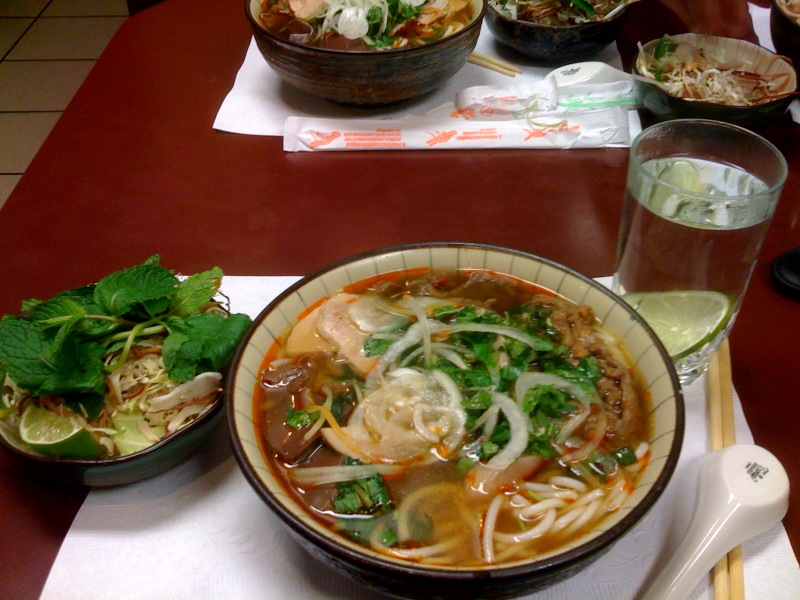
Bún bò Huế
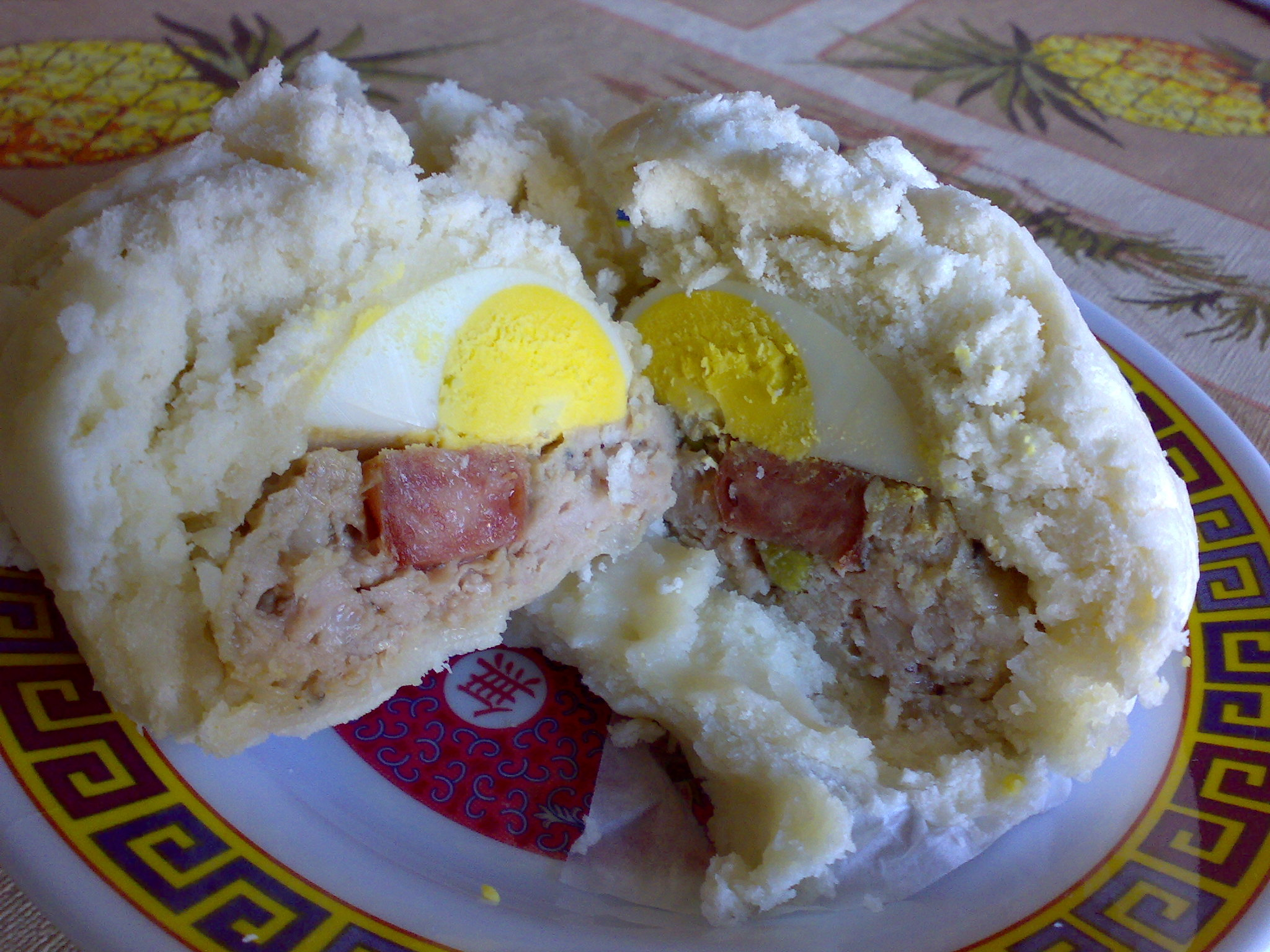
Bánh bao

## Culinária vietnamita no Brasil
O primeiro contato dos vietnamitas com povos do Ocidente ocorreu em 1516, quando uma expedição de Portugal chegou àquela região, que foi batizada de Cochinchina pelos portugueses, por ficar entre Cochim, na Índia, e a China. Rapidamente a cidade portuária de Faifô, hoje conhecida como Hoi An, no centro do atual Vietnã, virou um entreposto português, de onde partiram vários produtos, principalmente especiarias, para a Europa e depois para o Brasil. Todos os anos, navios portugueses partiam rumo ao Vietnã para de lá trazer sedas, açúcar, pimenta e outras especiarias. Dessa forma, muitos produtos originários daquela região se tornaram comuns no Brasil. É o caso da o anis estrelado, do caril, e da jaca, que encontrou em terra brasileiras um ambiente propício para florescer.  Com o fim da colonização portuguesa e a conquista do Vietnã pelos franceses, o intercâmbio culinário entre os dois países cessou. Hoje, a gastronomia vietnamita é apresentada no Brasil como algo exótico, com poucos representantes no país.